# Esterházy

Herb własny Esterházych

Esterházy (węg. Eszterházy [ˈɛstɛrhaːzi], słow. Esterházi) – węgierski ród możnowładczy. W XVII w. stali się największymi posiadaczami ziemskimi w Królestwie Węgier. Przedstawiciele tej rodziny byli konsekwentnie lojalni wobec panujących Habsburgów. W 1626 otrzymali tytuł rodowy hrabiów, następnie w 1687 książąt Świętego Cesarstwa Rzymskiego Narodu Niemieckiego.

## Historia

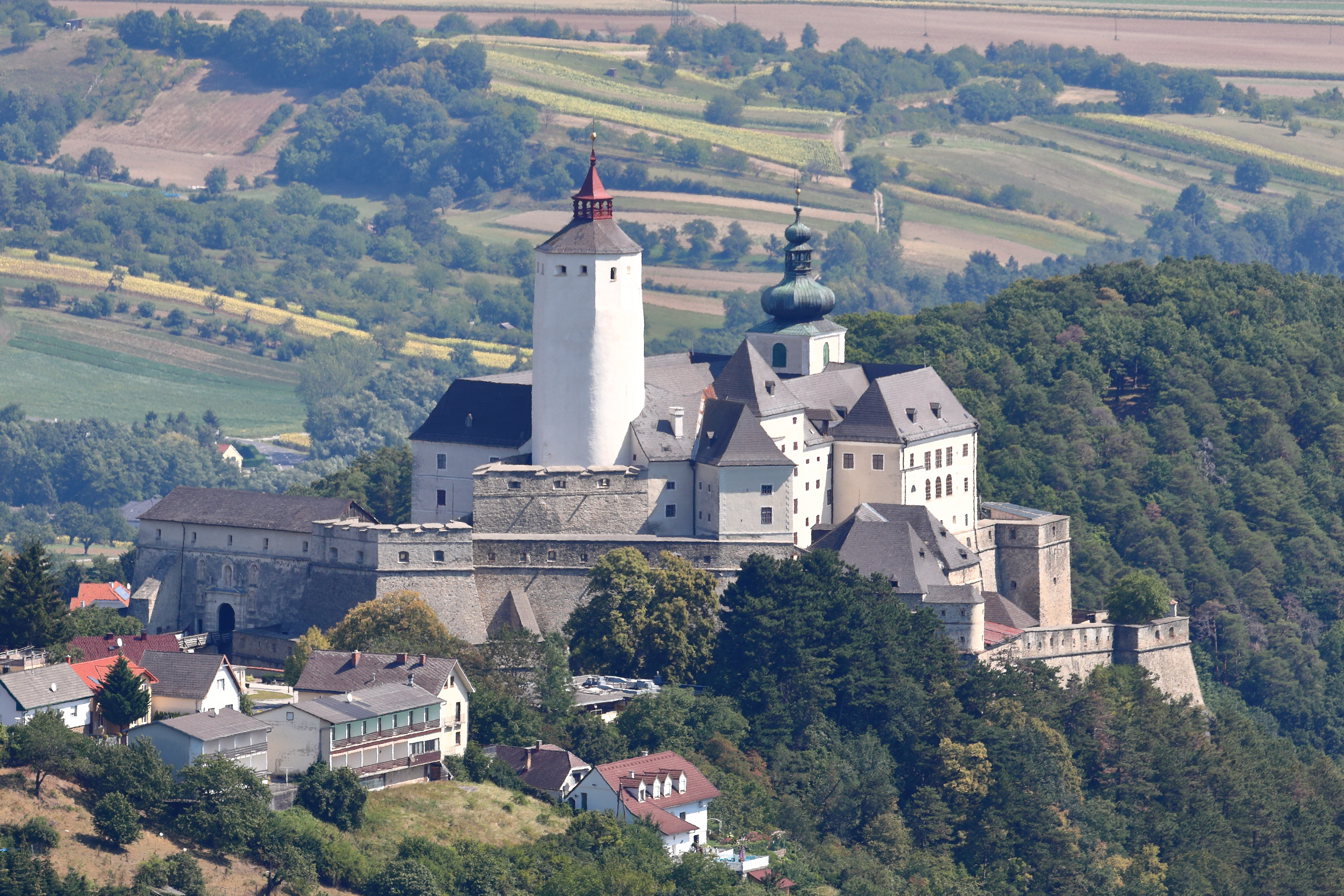
Zamek Forchtenstein, główna siedziba rodu

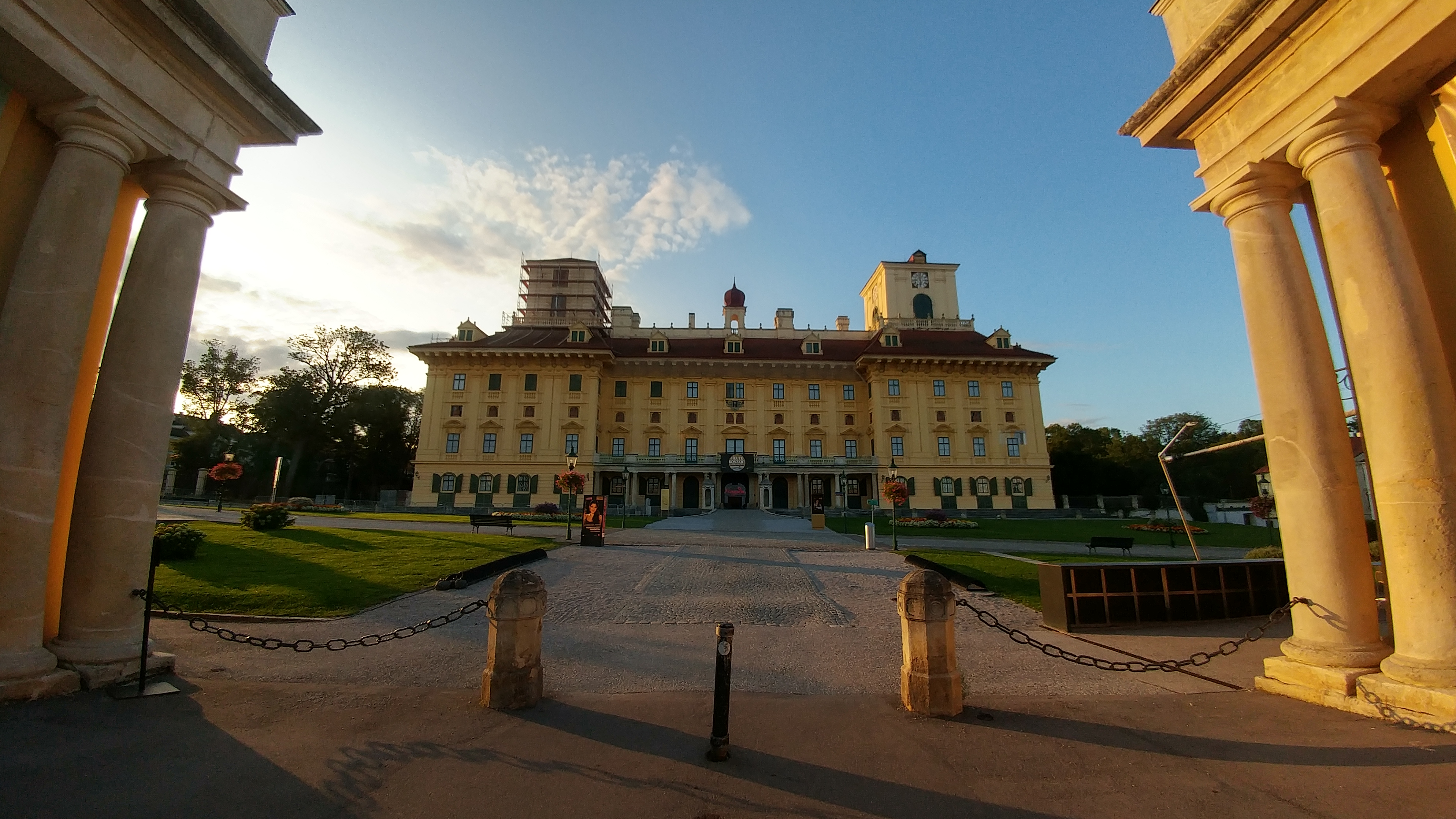
Zamek Esterházy w Eisenstadt

Esterházowie wywodzą się ze średniozamożnej szlachty, osiadłej w północno-zachodnich Węgrzech, na nizinnych obszarach Słowacji. Swój początek wzięli od bocznej gałęzi, pochodzącej od Salomonowiczów: Zerházi. Protoplastami rodu byli Mokud, rycerz i posiadacz dóbr na Żytniej Wyspie oraz Pristaldus, sędzia na dworze Béli III. Nazwisko Esterházy pojawia się po raz pierwszy w 1539, kiedy to Benedykt Zerházi objął majątek żony Ilony Bessenyei z Galanty. Ich syn Ferenc (1533–1604) odziedziczył nowe nazwisko, przyjmując herb matki. W 1622 Miklós Esterházy ustanowił ordynację dla swoich rozległych posiadłości ziemskim. W 1626 otrzymał od cesarza Ferdynanda II tytuł hrabiego dla siebie i wszystkich swoich potomków. Zaś jego syn, Pál w 1687 podniósł godność rodu do rangi książąt cesarstwa. Obaj piastowali najwyższą godność Korony Świętego Stefana, zajmując stanowisko palatyna węgierskiego. Dzięki konsekwentnie lojalnej postawie wobec panujących cesarzy, rodzina Esterházych szybko powiększała swój majątek ziemski, który w XVII w. stał się najbardziej dochodowym w całej monarchii Habsburgów. W 1712 Karol VI ustanowił prawo primogenitury dla tytułu książąt Esterházy. W wyniku rozwiązania Cesarstwa Niemieckiego w 1806, ziemie księstwa Esterházych zostały zmediatyzowane. Rodzina przestała mieć wpływ na obsadzanie urzędów w administracji wsi i miast, znajdujących się w ich dobrach, pozostając jednak w posiadaniu wielkiej własności ziemskiej, rozrzuconej w całej monarchii habsburskiej. W 1920 dobra znajdujące się na Węgrzech zostały sparcelowane, ostatecznie znacjonalizowane i powtórnie sparcelowane w 1945. Po II wojnie światowej nieliczne już dobra ziemskie Esterházych, znajdujące się w Czechosłowacji, Jugosławii i Rumunii również zostały upaństwowione bądź uspołecznione. W 1949 ród utracił znaczenie arystokratyczne na Węgrzech, pozostając przy honorowej tutulaturze w republikańskiej Austrii.

## Naczelnicy rodu
| L.p. | Okres     | Osoba                   | Portret | Urodzony                     | Zmarł                            | Rodzice                                            |
| ---- | --------- | ----------------------- | ------- | ---------------------------- | -------------------------------- | -------------------------------------------------- |
| 1.   | 1622–1645 | Miklós Esterházy        |         | 8 kwietnia 1583, Galanta     | 11 września 1645, Großhöflein    | Ferenc Esterházy, Zsófia Illésházy                 |
| 2.   | 1645–1652 | László Esterházy        |         | 31 grudnia 1626, Galanta     | 26 sierpnia 1652, Veľké Vozokany | Miklós Esterházy, Krisztina Nyáry                  |
| 3.   | 1652–1713 | Pál Esterházy           |         | 8 września 1635, Eisenstadt  | 26 marca 1713, Eisenstadt        | Miklós Esterházy, Krisztina Nyáry                  |
| 4.   | 1713–1721 | Mihály Esterházy        |         | 4 maja 1671, Forchtenstein   | 24 marca 1721, Wiedeń            | Pál Esterházy, Orsolya Esterházy                   |
| 5.   | 1721      | József Esterházy        |         | 7 maja 1688, Eisenstadt      | 7 czerwca 1721, Eisenstadt       | Pál Esterházy, Éva Thököly                         |
| 6.   | 1721–1762 | Pál Antal Esterházy     |         | 22 kwietnia 1711, Eisenstadt | 18 marca 1762, Wiedeń            | József Esterházy, Mária Octavia Gilleis            |
| 7.   | 1762–1790 | Miklós József Esterházy |         | 18 grudnia 1714, Wiedeń      | 28 września 1790, Wiedeń         | József Esterházy, Mária Octavia Gilleis            |
| 8.   | 1790–1794 | Pál Antal Esterházy     |         | 11 kwietnia 1738, Wiedeń     | 22 stycznia 1794, Wiedeń         | Miklós József Esterházy, Maria Elisabeth Ungnad    |
| 9.   | 1794–1833 | Miklós Esterházy        |         | 12 grudnia 1765, Wiedeń      | 25 listopada 1833, Como          | Pál Antal Esterházy, Mária Terézia Erdődy          |
| 10.  | 1833–1866 | Pál Antal Esterházy     |         | 10 marca 1786, Wiedeń        | 21 maja 1866, Ratyzbona          | Miklós Esterházy, Maria Józefa von Liechtenstein   |
| 11.  | 1866–1894 | Miklós Esterházy        |         | 25 czerwca 1817, Ratyzbona   | 28 stycznia 1894, Wiedeń         | Pál Antal Esterházy, Mária Terézia Thurn und Taxis |
| 12.  | 1894–1898 | Pál Esterházy           |         | 11 marca 1843, Wiedeń        | 28 sierpnia 1898, Lockenhaus     | Miklós Esterházy, Sarah Child Villiers             |
| 13.  | 1898–1920 | Miklós Esterházy        |         | 5 lipca 1869, Wiedeń         | 6 kwietnia 1920, Sopron          | Pál Esterházy, Maria Trauttmansdorff-Weinsberg     |
| 14.  | 1920–1989 | Pál Mária Esterházy     |         | 23 marca 1901, Eisenstadt    | 25 maja 1989, Zurych             | Miklós Esterházy, Margit Cziráky                   |
| 15.  | od 1989   | Antal Esterházy         |         | 1936                         |                                  |                                                    |